# 拉戈尼亚
拉戈尼亚（義大利語：Ragogna），是意大利乌迪内省的一个市镇。总面积22.42平方公里，人口2974人，人口密度132.6人/平方公里（2009年）。ISTAT代码为030087。